# Jonas Renkse

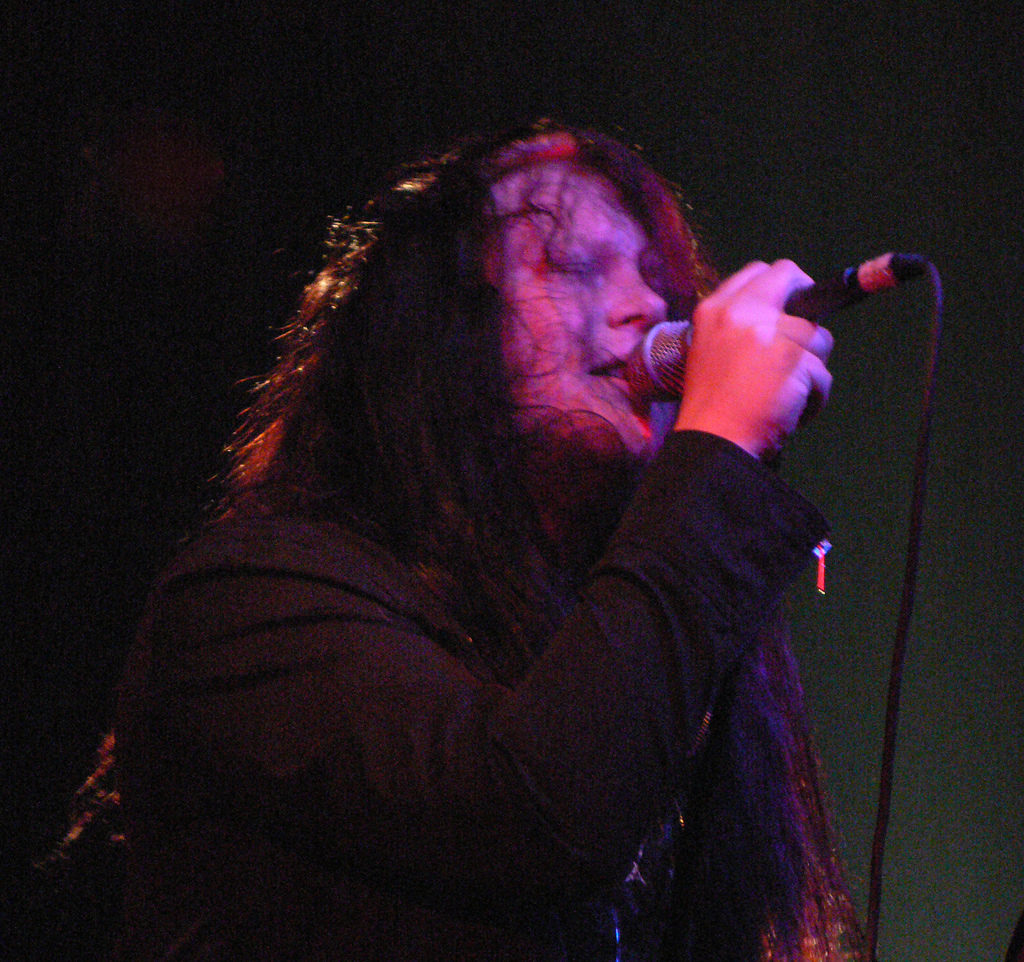
Jonas Renkse 2007

Jonas Petter Renkse (* 19. Mai 1975), auch als Lord Seth bekannt, ist Gründungsmitglied, Songwriter, Lead-Sänger (1991–1994, 1997-) und ehemaliger Schlagzeuger (1991–1994, 1996–1998) der Band Katatonia. Darüber hinaus ist er Gründungsmitglied, Songwriter, Bassist und Ex-Gitarrist (2004) der Band Bloodbath.
Außerdem war er Schlagzeuger, Sänger, Gitarrist und Songwriter der Band October Tide.

## Werdegang
1991 gründete Renkse mit Anders Nyström Katatonia, nachdem die beiden Musiker bereits seit 1987/88 Demos aufgenommen hatten. 1995 wurde die Band auf Eis gelegt und Renkse gründete October Tide mit. Um 1997 musste Renkse seiner Stimme Tribut zollen und verwendete fortan statt Death-Metal-Shouting klaren Gesang. 1998 gab er auch das Schlagzeugspiel auf, um sich zunehmend auf den Gesang zu konzentrieren. 2004 war er in der Supergroup Bloodbath aktiv. Fünf Jahre später trat Renkse als Gastsänger bei dem Lied „The Nearing Grave“ der deutschen Band Long Distance Calling auf, für das Renkse auch den Text schrieb.

## Diskografie (Studioalben)

### Mit Katatonia
siehe Katatonia#Diskografie

### Mit Bloodbath
- 2002: Resurrection Through Carnage (Bass, Hintergrundgesang)
- 2004: Nightmares Made Flesh (Bass, Hintergrundgesang, Gitarre)
- 2008: The Fathomless Mastery (Bass)
- 2014: Grand Morbid Funeral (Bass)
- 2018: The Arrow of Satan is Drawn (Bass)

### Mit October Tide
- 1997: Rain Without End (Gesang, Schlagzeug, Gitarre)
- 1999: Grey Dawn (Schlagzeug, Gitarre)
- 2013: Tunnel of No Light (nur Texte)

### Andere
- 2008: 01011001 (Mit Ayreon; Gesang auf 8 Tracks)
- 2013: Wisdom of Crowds (Mit Bruce Soord; Gesang)